# Commission scolaire de la Beauce-Etchemin
 (septembre 2020).
Pour les raisons suivantes :
- Les commissions scolaires québécoises étaient une forme de gouvernement local composé de commissaires élus et disposant de pouvoirs de taxation. Leur admissibilité dans Wikipédia est bien établie.
- Par contre, les centres de service scolaires sont plutôt des centres administratifs relevant du ministère de l'Éducation. Leur mode de gestion et leurs pouvoirs sont différents de ceux des commissions scolaires. Leur admissibilité selon les critères de Wikipédia n'a pas encore été démontrée.
- Vu leur nature différente, les éventuels articles sur les centres de services scolaires devraient être distincts de ceux des commissions scolaires, et non des renommages de ceux-ci.
- Les contributeurs sont invités à discuter de ce sujet sur Discussion Projet:Québec.

La commission scolaire de la Beauce-Etchemin (CSBE) est une ancienne commission scolaire.
Constituée le 1er juillet 1998, elle succède la Commission scolaire Chaudière-Etchemins et la Commission scolaire Beauce-Abénaquis.
La Commission scolaire Chaudière-Etchemins est constiuée le 1er juillet 1992, elle succède à 6 commission scolaires: Commission scolaire de Beauceville, Commission scolaire de Saint-Joseph, Commission scolaire des Cèdres, Commission scolaire Langevin et Commission scolaire régionale de la Chaudière.
Elle est abolie le 15 juin 2020, et remplacée par un Centre de services scolaire francophone desservant les régions des Etchemins et de la Beauce dans Chaudière-Appalaches au Québec.
La commission scolaire des Etchemins comprend les territoires des MRC des Etchemins, de Beauce-Sartigan, de Beauce-Centre, de la Nouvelle-Beauce et d'une partie de la MRC du Granit. Le territoire de la CSBE est divisé en sept secteurs ; Benoît-Vachon, Veilleux, des Appalaches, des Abénaquis, Saint-François, Sartigan et Bélanger.

## District 1

### Secteur des Appalaches
- École Rayons-de-Soleil, (Saint-Magloire)
- École Fleurs-de-Soleil, (Sainte-Justine)
- École Notre-Dame de Lac-Etchemin, (Lac-Etchemin)
- École Petite-Abeille, (Saint-Cyprien)
- École Arc-en-Ciel, (Saint-Camille-de-Lellis)
- École des Appalaches (primaire et secondaire), (Sainte-Justine)

### Secteur des Abénaquis
- École des Sommets, (Saint-Zacharie)
- École du Petit-Chercheur, (Sainte-Rose-de-Watford)
- École du Trait-d'Union, (Saint-Prosper)
- École Jouvence, (Sainte-Aurélie)
- École la Tourterelle, (Saint-Benjamin)

- Polyvalente des Abénaquis, (Saint-Prosper)

### Secteur Bélanger
- École Bellarmin, (Saint-Robert-Bellarmin)
- École des Bois-Francs, (Saint-Théophile)
- École Grande-Coulée, (Saint-Martin)
- École Nazareth, (Saint-Ludger)
- École primaire de Saint-Gédéon, (Saint-Gédéon-de-Beauce)
- École Roy et Saint-Louis, (La Guadeloupe)
- École Sainte-Martine, (Courcelles)
- École Sainte-Thérèse, (Saint-Honoré-de-Shenley)

- École secondaire de la Haute-Beauce, (Saint-Évariste-de-Forsyth)
- Polyvalente Bélanger, (Saint-Martin)

## District 2 (Secteur Benoît-Vachon)
- École Barabé, (Saint-Isidore)
- École Drouin, (Saint-Isidore)
- École l'Accueil, (Scott)
- École la Découverte, (Sainte-Hénédine)
- École l'Aquarelle de Saint-Bernard, (Saint-Bernard)
- École l'Arc-en-Ciel de Saint-Narcisse, (Saint-Narcisse-de-Beaurivage)
- École la Source, (Saint-Patrice-de-Beaurivage)
- École l'Astrale, (Saint-Sylvestre)
- École l'Étincelle de Sainte-Marguerite, (Sainte-Marguerite)
- École Maribel, (Sainte-Marie)
- École Monseigneur-Feuiltault, (Sainte-Marie)
- École Notre-Dame de Saint-Elzéar, (Saint-Elzéar)
- École primaire l'Éveil, (Sainte-Marie

- Polyvalente Benoît-Vachon, (Sainte-Marie)

## District 3

### Secteur Saint-François
- École De Léry, (Beauceville)
- École le Tremplin, (Saint-Victor)
- École Monseigneur-De Laval, (Beauceville)

- Polyvalente Saint-François, (Beauceville)

### Secteur Veilleux
- École Arc-en-Ciel de Saint-Odilon, (Saint-Odilon-de-Cranbourne)
- École D'Youville, (Saint-Joseph-de-Beauce)
- École Lambert, (Saint-Joseph-de-Beauce)
- École l'Enfant-Jésus, (Vallée-Jonction)
- École l'Envolée, (Frampton)
- École Louis-Albert-Vachon, (Saint-Frédéric)
- École Sainte-Famille, (Tring-Jonction)
- École Saints-Anges, (Saints-Anges)

- École secondaire Veilleux, (Saint-Joseph-de-Beauce)

## District 4 (Secteur Sartigan A)
- École des Deux-Rives (primaire), (Saint-Georges)
- École Lacroix, (Saint-Georges)
- École Aquarelle de Saint-Georges, (Saint-Georges)
- École primaire les Sittelles, (Saint-Georges)
- École Monseigneur-Fortier, (Saint-Georges)
- École les Petits-Castors, (Saint-Georges)
- École Dionne, (Saint-Georges)

## District 5 (Secteur Sartigan B)
- École Curé-Beaudet, (Saint-Éphrem-de-Beauce)
- École Harmonie, (Saint-Georges)
- École Kennebec, (Saint-Côme-Linière)
- École l'Éco-Pin, (Notre-Dame-des-Pins)
- École Notre-Dame-du-Rosaire, (Saint-Benoît-Labre)

- École des Deux-Rives (secondaire), (Saint-Georges)
- Polyvalente de Saint-Georges, (Saint-Georges)

## Centres de formation professionnelle

### Secteur Benoît-Vachon
- Centre de formation des Bâtisseurs, (Sainte-Marie)

### Secteur Sartigan
- Centre intégré de mécanique industrielle de la Chaudière (CIMIC), (Saint-Georges)
- Centre de formation professionnelle Pozer, (Saint-Georges)

### Secteur Veilleux
- Centre de formation des Bâtisseurs - Secteur de Saint-Joseph, (Saint-Joseph-de-Beauce)